# Bonaventura Кavaliјeri
Bonaventura Frančesko Kavalijeri (lat. Cavalerius; 1598 – 30. november 1647) bio je italihanski matematičar i jesuat. On je poznat po svom radu na problema optike i kretanja, radu na nedeljivosti, prekurzorima infinitezimalnog računa, i uvođenju logaritama u italijansku nauku. Kavalijerijev princip u geometriji delimično je predvideo intergralni račun.

## Život
Rođen u Milanu, Kavalijeri se pridružio jesuatskom redu (koji ne treba mešati sa jezuitima) u svojoj petnaestoj godini, uzevši ime Bonaventura nakon što je postao početnik u redu. On je ostao član tog reda do svoje smrti. Zavete je položio i postao punopravni član reda 1615. godine, u uzrastu od sedamnaest godina, i ubrzo nakon toga pridružio se jesuatskoj kući u Pizi. Do 1616. bio je student geometrije na Univerzitetu u Pizi. Tamo je došao pod starateljstvo Benedeta Kastelija, koji ga je verovatno upoznao sa Galileom Galilejem. Godine 1617. na kratko se pridružio dvoru Medičija u Firenci, pod pokroviteljstvom kardinala Federika Boromea, ali se sledeće godine vratio u Pizu i počeo da predaje matematiku umesto Kastelija. Prijavio se za katedru za matematiku na Univerzitetu u Bolonji, ali je odbijen.
Godine 1620. se vratio u jesuatsku kuću u Milanu, gde je živeo kao iskušenik, i postao je đakon pod kardinalom Boromeom. Studirao je teologiju u manastiru San Gerolamo u Milanu, a imenovan je po manastiru Svetog Petra u Lodiju. Godine 1623. postavljen je za igumana manastira Svetog Benedikta u Parmi, ali se još uvek prijavljivao za matematičke pozicije. Ponovo je podneo aplikaciju za Bolonju, a 1626. godine za Univerzitet Sapienca, ali je svaki put odbijen, uprkos toga što je uzeo šest meseci odsustva da podrži svoju aplikaciju na Sapienci u Rimu. Godine 1626. počeo je da pati od gihta, što će mu ograničiti kretanje do kraja života. Takođe je odbijen za mesto na Univerzitetu u Parmi, za šta se veruje da je bilo posledica njegove pripadnosti jesuatskom redu, jer je Parmom u to vreme upravljao isusovski red. Godine 1629. postavljen je na katedru za matematiku na Univerzitetu u Bolonji, što se pripisuje Galileovoj podršci u Bolonjskom senatu.
Veći deo svog dela objavio je dok je bio u Bolonji, iako su neki od radova već bili napisani. Njegov rad Geometria Indivisibilius, gde je izneo ono što će kasnije postati metod nedeljivosti, napisan je 1627. dok je bio u Parmi i predstavljen kao deo njegove aplikacije u Bolonji, ali nije objavljen do 1635. Kritički prijem njegovih savremenika bio je mešovit, a rad Exercitationes geometricae sex (Šest vežbi iz geometrije) objavljeno je 1947. godine, delom kao odgovor na kritike. Takođe u Bolonji objavio je tabele logaritama i informacije o njihovoj upotrebi, promovišući njihovu upotrebu u Italiji.
Galileo je izvršio snažan uticaj na Kavalijerija, i Kavalijeri je napisao Galileju najmanje 112 pisama. Galileo je o njemu rekao, „nekolicina, ako uopšte iko, još od Arhimeda, prodrla je toliko daleko i duboko u nauku o geometriji.” On je održavao široki korespondenciju; njegovi poznati dopisnici su Marina Mersena, Evangelistu Toričelija i Vinčenca Vivijanija. Toričeli je imao posebno značajnu ulogu u pročišćavanju i promovisanju metoda nedeljivosti. Takođe je imao koristi od pokroviteljstva Čezara Marsilija.
Pred kraj života zdravlje mu se znatno pogoršalo. Artritis ga je sprečavao da piše, i veliki deo svoje prepiske diktirao je Stefanu degli Anđeliju, kolegi jesuatu i Kavalijerivom studentu. Anđeli je kasnije nastavio da razvija Kavalijerijevu metodu.
Godine 1647. je umro, verovatno od gihta.

## Rad
Od 1632. do 1646. Kavalijeri je objavio jedanaest knjiga koje su se bavile problemima u astronomiji, optici, kretanju i geometriji.

### Rad u optici
Kavalirijeva prva knjiga, prvi put objavljena 1632. i ponovo štampana 1650. godine, bila je Lo Specchio Ustorio, overo, Trattato delle settioni coniche, ili Goruće ogledalo, ili Traktat o konusnim presecima. Cilj dela Lo Specchio Ustorio je bio da se pozabavi pitanjem kako je Arhimed mogao da koristi ogledala da spali rimsku flotu dok su se približavale Sirakuzi, pitanje koje se još uvek debatuje Knjiga je prevazišla ovu svrhu, te je takođe istraživala konične preseke, refleksije svetlosti i svojstva parabola. U ovoj knjizi je razvio teoriju ogledala uobličenih u parabole, hiperbole i elipse i razne kombinacije ovih ogledala. On je pokazao da ako, kao što je kasnije pokazano, svetlost ima konačnu i određenu brzinu, postoji minimalna interferencija u slici u fokusu paraboličnog, hiperboličnog ili eliptičnog ogledala, iako je to bila teoretska postavka, pošto se potrebna ogledala nisu mogla konstruisati koristeći tadašnju tehnologiju. Ovo bi proizvelo bolje slike u teleskopima koji su postojali u to vreme.
On je takođe pokazao neka svojstva krivih. Prvo je da je za svetlosni zrak paralelan sa osom parabole i reflektovan tako da prođe kroz fokus, zbir upadnog ugla i njegovog odraza jednak onom bilo kog drugog sličnog zraka. Zatim je pokazao slične rezultate za hiperbole i elipse. Drugi rezultat, koristan u dizajnu reflektujućih teleskopa, je da ako se linija produži od tačke izvan parabole do fokusa, onda je odraz ove linije na spoljnoj površini parabole paralelan sa osom. Drugi rezultati uključuju osobinu da ako linija prolazi kroz hiperbolu i njen spoljašnji fokus, onda će njen odraz na unutrašnjost hiperbole proći kroz unutrašnji fokus; obrnuto od prethodnog je da se zrak usmeren kroz parabolu ka unutrašnjem fokusu reflektuje od spoljašnje površine ka spoljašnjem fokusu; i svojstvo da ako linija prolazi kroz jedan unutrašnji fokus elipse, njen odraz na unutrašnjoj površini elipse prolazi kroz drugi unutrašnji fokus. Dok su neka od ovih svojstava bila ranije zabeležena, Kavalieri je dao prvi dokaz mnogih.
Delo Lo Specchio Ustorio je takođe sadržalo tabelu reflektujućih površina i načina refleksije za praktičnu upotrebu.
Kavalijerov rad je takođe sadržao teorijske dizajne za novi tip teleskopa koji koristi ogledala, reflektujući teleskop, koji je prvobitno razvijen da odgovori na pitanje Arhimedovog ogledala, a zatim primenjen u mnogo manjoj skali kao teleskopi. On je ilustrovao tri različita koncepta za ugradnju reflektujućih ogledala u svoj model teleskopa. Prvi plan se sastojao od velikog, konkavnog ogledala usmerenog ka suncu da reflektuje svetlost u drugo, manje, konveksno ogledalo. Kavalijerov drugi koncept se sastojao od glavnog, skraćenog, paraboloidnog ogledala i drugog, konveksnog ogledala. Njegova treća opcija je ilustrovala snažnu sličnost sa njegovim prethodnim konceptom, zamenivši konveksno sekundarno sočivo konkavnim sočivom.

### Rad u geometriji i na metodu nedeljivosti
Inspirisan ranijim Galilejevim radom, Kavalijeri je razvio novi geometrijski pristup nazvan metodom nedeljivih računanju i objavio raspravu na tu temu,Geometria indivisibilibus continuorum nova quadam ratione promota, ili Geometrija, razvijena novom metodom kroz nedeljive kontinuuma. Ovo je napisano 1627. godine, ali je objavljeno tek 1635. U ovom radu, Kavalijeri razmatra entitet koji se u tekstu pominje kao 'sve linije' ili 'sve ravni' figure, neodređeni broj paralelnih pravih ili ravni unutar granica figure koje su uporedive sa površinom i zapreminom figure. Kasniji matematičari, poboljšavajući njegovu metodu, tretirali bi 'sve prave' i 'sve ravni' kao ekvivalentne ili jednake površini i zapremini, ali je Kavalijeri, u pokušaju da izbegne pitanje sastava kontinuuma, insistirao da su ova dva pojma bila uporediva, ali ne i jednaka.
Ovi paralelni elementi se nazivaju nedeljivim po površini i zapremini i predstavljaju gradivne blokove Kavalijerijeve metode, a takođe su i fundamentalne karakteristike integralnog računa. Takođe je koristio metod nedeljivih da izračuna rezultat koji je sada zapisuje kao {\displaystyle \int _{0}^{1}x^{2}dx=1/3}, u procesu izračunavanja površine zatvorene u Arhimedovu spiralu, koju je kasnije generalizovao na druge figure, pokazujući, na primer, da je zapremina konusa jedna trećina zapremine.

## Literatura
- Elogj di Galileo Galilei e di Bonaventura Cavalieri by Giuseppe Galeazzi, Milan, 1778
- Bonaventura Cavalieri by Antonio Favaro, vol. 31 of Amici e corrispondenti di Galileo Galilei, C. Ferrari, 1915.
- Fabroni, Angelo (1778). „Bonaventura Cavalerius”. Vitae Italorum doctrina excellentium qui saeculis XVII. et XVIII. floruerunt (на језику: латински). Pisa. I: 262—301.

## Spoljašnje veze
- Onlajn tekstovi Kavalijerija:
  -  Lo specchio ustorio: overo, Trattato delle settioni coniche... (1632)
  - Directorium generale uranometricum (1632)
  - Geometria Indivisibilibus (1653)
  - Sfera astronomica (1690)
- Biographies: 
  - O'Connor, John J.; Robertson, Edmund F. „Bonaventura Кavaliјeri”. MacTutor History of Mathematics archive. University of St Andrews.
  - Short biography on bookrags.com
- Modern mathematical or historical research:
  - Infinitesimal Calculus On its historical development, in Encyclopaedia of Mathematics, Michiel Hazewinkel ed.
  - More information about the method of Cavalieri
  - Cavalieri Integration